# Domus Academy
Die Domus Academy ist eine Privathochschule für Design in Mailand, Italien. Domus Academy war Italiens erste postgraduale Designschule. 
Die Domus Academy wurde 1982 von Kunstkritiker und Designer sowie der Unternerfamilie Mazzocchi gegründet, den Eigentümern des Verlags Editoriale Domus, der die Zeitschriften Domus und Quattroruote herausgibt. Maria Grazia Mazzocchi war Präsidentin der Schule. Andrea Branzi war in den ersten zehn Jahren Kreativdirektor. 2009 wurde die Schule von dem US-amerikanischen Bildungsunternehmen Laureate Education gekauft. 2018 erfolgte eine Veräußerung an die britische Gruppe Galileo Global Education.
In den ersten Jahren waren führende Designer wie Ettore Sottsass, Alessandro Mendini, Gianfranco Ferré Denis Santachiara und Philippe Starck als Dozenten und Workshop-Leiter beteiligt. Die Domus Academy fokussierte auf ein internationales Engagement und propagierte ihre „Learning by Design“-Methode und ihren humanistischen Ansatz, der den Prozess über das Ergebnis stellt und den Menschen in den Mittelpunkt eines jeden Projekts rückt.
Sie bietet Masterkurse in Design, Mode, Wirtschaft und Erlebnisdesign an:
- Design 
  - Design Innovation
  - Interior & Living Design
  - Product Design
  - Urban Vision & Architectural Design

- Fashion
  - Fashion: Design, Art & Technology
  - Fashion Design
  - Fashion Management
  - Fashion Styling & Visual Merchandising

- Business
  - Business Design
  - Luxury Brand Management

- Experience
  - Interaction Design
  - Service Design
  - Visual Brand Design

Die Domus Academy wurde mit dem Compasso d’Oro der ADI Associazione Disegno Industriale (Verband für Industriedesign) ausgezeichnet. Die Domus Academy unterhält ein umfangreiches Netzwerk zu vielen Unternehmen, darunter Bulgari, Cisco, Flos, Grom, Kartell, Moncler, Barilla, Pininfarina, Google, Salvatore Ferragamo, Technogym, The Coca-Cola Company, Timberland, Versace und Yoox.